# Half Past Dead
Half Past Dead is een Amerikaans-Duitse actie-misdaad film uit 2002 onder regie van Don Michael Paul. De productie werd genomineerd voor twee Taurus World Stunt Awards (beste gevecht en beste werk op hoogte). Hoofdrolspeler Steven Seagal kreeg voor zijn rol daarentegen een nominatie voor de Razzie Award voor slechtste acteur van 2003.

## Verhaal
In het heropende Alcatraz moet crimineel Lester McKenna als eerste op de elektrische stoel. Hij heeft ergens niettemin nog 200 miljoen dollar verstopt liggen. Een groep commando's dringt de gevangenis binnen en wil proberen hem de locatie hiervan te ontfutselen. Undercover FBI-agent Sasha Petrosevitch probeert hier een stokje voor te steken.

## Rolverdeling
- Steven Seagal - Sasha Petrosevitch
- Morris Chestnut - 49-1 Donald Robert Johnson
- Ja Rule - Nicolas 'Nick' Frazier
- Nia Peeples - 49-6
- Tony Plana - Cipier El Fuego
- Kurupt - Twitch
- Michael Taliferro - Little Joe
- Claudia Christian - Speciaal Agent Ellen Williams
- Linda Thorson - Rechter Jane McPherson
- Bruce Weitz - Lester McKenna
- Michael McGrady - Beveiliger Damon J. Kestner
- Richard Bremmer - Sonny Eckvall
- Hannes Jaenicke - Agent Hartmann
- Mo'Nique - Twitch' vriendin